# NGC 302
NGC 302 – gwiazda o jasności 16,1m, znajdująca się w gwiazdozbiorze Wieloryba, w pobliżu galaktyki NGC 301. Skatalogował ją Frank Muller w 1886 roku, błędnie sądząc, że może to być obiekt typu „mgławicowego”. Identyfikacja obiektu NGC 302 nie jest pewna.